# Красная Пресня (электродепо)
Электродепо́ «Кра́сная Пре́сня» (ТЧ-4) — электродепо Московского метрополитена, обслуживающее Кольцевую линию c 1 апреля 1954 года.
На момент эксплуатации поездов «Русич» в ТЧ-4 «Красная Пресня» работало 850 сотрудников, из них 210 — машинисты электропоездов.
Из ТЧ-4 «Красная Пресня» в 1980-м году в преддверии летних Олимпийских игр впервые вышел состав из вагонов 81-717/714 (более известные как «Номерные»), не только на много лет ставшие основными в Московском метрополитене, но и являющиеся самыми массовыми моделями в мире.

## История

### Обслуживаемые линии
| Линия                                                 | Период                 |
| ----------------------------------------------------- | ---------------------- |
| Кольцевая                                             | 1954 — настоящее время |
| Калужско-Рижская (Рижский радиус)                     | 1958 — 1972            |
| Таганско-Краснопресненская (Краснопресненский радиус) | 1972 — 1975            |
| Калининская                                           | 1985 — 1989            |

## Подвижной состав

### Пассажирский подвижной состав
| Тип вагонов                  | Период                 | Вагонов в составе  | Состояние               |
| ---------------------------- | ---------------------- | ------------------ | ----------------------- |
| Г                            | 1954—1983              | 4                  | списаны                 |
| 81-717/714                   | 1978—2011              | 6                  | списаны                 |
| 81-740.1/741.1 «Русич»       | в 2011 (4 вагона)      | 4                  | переданы                |
| 81-740.4/741.4 «Русич»       | 2009—2021              | 5 (4 — до 2011 г.) | переданы                |
| 81-775/776/777 «Москва-2020» | 2020 — настоящее время | 7                  | регулярная эксплуатация |

- Электропоезда типа 81-740.4/741.4 «Русич» в депо
- Осмотр подвижного состава в депо

### Служебные электропоезда
Помимо пассажирских составов в депо «Красная Пресня» эксплуатируются один пятивагонный именной поезд-дефектоскоп «Синерги́я-2», состоящий из вагонов 81-717.5/714.5М, а также путеизмеритель на базе вагонов типа Еж3/Ем-508Т с вагоном-лабораторией № 5564 и с путеизмерителем № 7374 модели 81-714, переданный в августе 2020 года из депо «Планерное». До 1999 года использовался вагон-дефектоскоп типа «А» № 1031 (в 2015 году восстановлен для музея) и вагон-проявочная лаборатория № 21 (до 2013 года находился в депо, в 2017 году восстановлен для музея), с 2001 по 2012 год использовался вагон-дефектоскоп 81-714 № 9425. У обоих дефектоскопов сопровождение формировалось из резервных вагонов 81-717/714. До 2009 года в депо имелся грузовой поезд. В 2009 году вагон 81-714 № 7225 был отправлен в ТЧ-12 «Новогиреево», где и был утилизирован летом 2013 года вместе со списанными вагонами 81-717/714, Е, Еж/Еж1 и Ем-508/509, а вагоны 81-717 № 9158ср и № 9222 стояли на парковых путях депо «Красная Пресня» до конца 2012 года, после чего были порезаны. Также в депо находится тренажёр ПВС (пункт восстановительных средств), созданный на базе промежуточного вагона № 002 из первого опытного состава 81-720/721 «Яуза». Поезд «Синерги́я-1» из вагонов 81-717/714 в апреле 2022 года был переформирован из вагонов, переданных из депо «Печатники».
- Выезд из депо в вагоне-лаборатории поезда «Синерги́я-1»
- Вагон-дефектоскоп А № 1031 и грузовой вагон 81-717 № 9158

### Музейные электровагоны
В здании депо имелся уникальный четырёхдверный вагон типа В-4 № 158 1927 года выпуска, который с 1968 по 2021 годы хранился в здании депо. В настоящее время вагон вывезен на территорию вагоноремонтного комплекса «Братеево» для дальнейшей реставрации и передачи в музей.
Также на территории депо имеется вагон типа И (81-715.2) № 10004. В апреле 2018 года опытный вагон типа И был загнан в цех подъемочного ремонта для оценки состояния и составления плана восстановления, однако, по состоянию на 2022 год, работы по данному вагону заморожены.
- Электропоезд из вагонов 81-715.2/716.2 в депо, 1983 год
- Вагон типа В-4 в здании в депо, 2016 год

### Мотовозы и служебные самоходные вагоны
В депо по состоянию на 2010-е годы имеется небольшой парк самоходного служебного подвижного состава: три автодрезины-крана серии АГМ (№ 4135, 12106, 13137), три мотовоза серии ДМ (№ 289, 1229, 2228) и два самоходных снегоочистителя СММ (№ 002 и 003).

## Путевое развитие
Помимо основной двупутной соединительной ветви с Кольцевой линией, в противоположной от портала стороне также имеется однопутная ССВ с Таганско-Краснопресненской линией, примыкающая к ней на стации «Беговая» на 2 пути.
- Пути перед зданием депо
- Схождение путей

### Разобранный гейт с железной дорогой
В прошлом данное электродепо имело гейт с железной дорогой — железнодорожный путь, соединяющий депо со станцией Москва-Товарная-Смоленская. В настоящее время разобран (действующими сегодня являются только гейты в электродепо ТЧ-15 «Печатники» и ТЧ-18 «Солнцево»).